# OLSE Merksem Handbalclub
OLSE Merksem Handbalclub, ook bekend onder de afkorting OLSE Merksem HC, is een Belgische handbalvereniging uit Merksem. De afkorting OLSE stond oorspronkelijk voor Oud Leerlingen Sint-Eduardus.

## Historiek
De club ontstond in 1958 uit Olse Mersem AC en draagt stamnummer 48. De heren spelen in de hoogste afdeling van het Belgische handbal. De kleuren van de club zijn geel en blauw.

## Palmares

### Heren
- Eerste nationale

winnaar (1x): 1992

## Bekende (ex-)spelers
- Robin Boomhouwer
- Igor Corvers
- Sven Hemmes
- Jeffrey Jacobs
- Koen Roggeman
- Dino Thiam